# Ейм
Ейм (на английски: Aim) е псевдонимът на британския музикант, диджей и продуцент Ендрю Търнър (Andrew Turner). Роден е в Бароу Ин Фернъс в графство Къмбрия. Звукът на Ейм е смес от фънки електронна музика и хип-хоп бийтове — звучене, което е типично за звукозаписната компания „Гранд Сентръл Рекърдс“. Голяма част от творбите на Ейм са инструментални, макар че записите му включват колаборации с музиканти, които изпълняват вокали, като например Стивън Джоунс от „Бейбибърд“, Даймънд Ди, Соулс Ъф Мисчийф, Кю Ен Си и Кейт Роджърс.
Ейм е работил още като ремиксер, смесвайки песни за редица музиканти, сред които Иън Браун, „Сен Етиен“, „Шарлатанс“, Лил Ким, „Тъндърбъгс“, „Аркайв“, „Даун Ту Дъ Боун“, „Тексас“ и бившите си колеги от лейбъла Рей и Крисчън.

## Дискография
- 1999: Cold Water Music („Гранд Сентръл Рекърдс“)
- 2002: Hinterland („Гранд Сентръл Рекърдс“)
- 2002: Stars on 33 („Фет Сити Рекордингс“)
- 2003: Means of Production („Гранд Сентръл Рекърдс“)
- 2004: Fabric Live 17 („Фебрик“)
- 2006: Flight 602 („АТИК Рекърдс“)

|  | Тази страница частично или изцяло представлява превод на страницата Aim (musician) в Уикипедия на английски. Оригиналният текст, както и този превод, са защитени от Лиценза „Криейтив Комънс – Признание – Споделяне на споделеното“, а за съдържание, създадено преди юни 2009 година – от Лиценза за свободна документация на ГНУ. Прегледайте историята на редакциите на оригиналната страница, както и на преводната страница, за да видите списъка на съавторите. ВАЖНО: Този шаблон се отнася единствено до авторските права върху съдържанието на статията. Добавянето му не отменя изискването да се посочват конкретни източници на твърденията, които да бъдат благонадеждни. |